# Krowia (Rudawy Janowickie)
Krowia (niem. Kuch Berg) – szczyt w Rudawach Janowickich o wysokości 613 m n.p.m.
Krowia znajduje się w południowo-wschodniej części Rudaw Janowickich. Leży w ramieniu odchodzącym od głównego grzbietu w kierunku wschodnim, na jego południowo-wschodnim zakończeniu. Na północy łączy się z masywem Jaworowej.
Na południu rozciąga się dolina Świdnika z Szarocinem.
Krowia zbudowana jest ze staropaleozoicznych amfibolitów należących do wschodniej osłony granitu karkonoskiego.
Zbocza góry porastają lasy.
Krowia znajduje się na obszarze Rudawskiego Parku Krajobrazowego. Jego granica biegnie u południowych i południowo-wschodnich podnóży wzniesienia.